# Dipsadoboa unicolor
Dipsadoboa unicolor är en ormart som beskrevs av Günther 1858. Dipsadoboa unicolor ingår i släktet Dipsadoboa och familjen snokar. Inga underarter finns listade i Catalogue of Life.
Arten förekommer i västra, centrala och östra Afrika från Liberia till Tanzania och södra Kongo-Kinshasa. Honor lägger ägg. Ormen lever i låglandet och i bergstrakter upp till 3000 meter över havet. Den vistas i skogar, gräsmarker och på odlingsmark. Exemplaren klättrar främst i träd och de hittas ibland på marken. Födan utgörs antagligen av groddjur.
För beståndet är inga hot kända. Hela populationen anses vara stabil. IUCN listar arten som livskraftig (LC).